# Matratzen Direct

Das neue Logo der matratzen direct AG

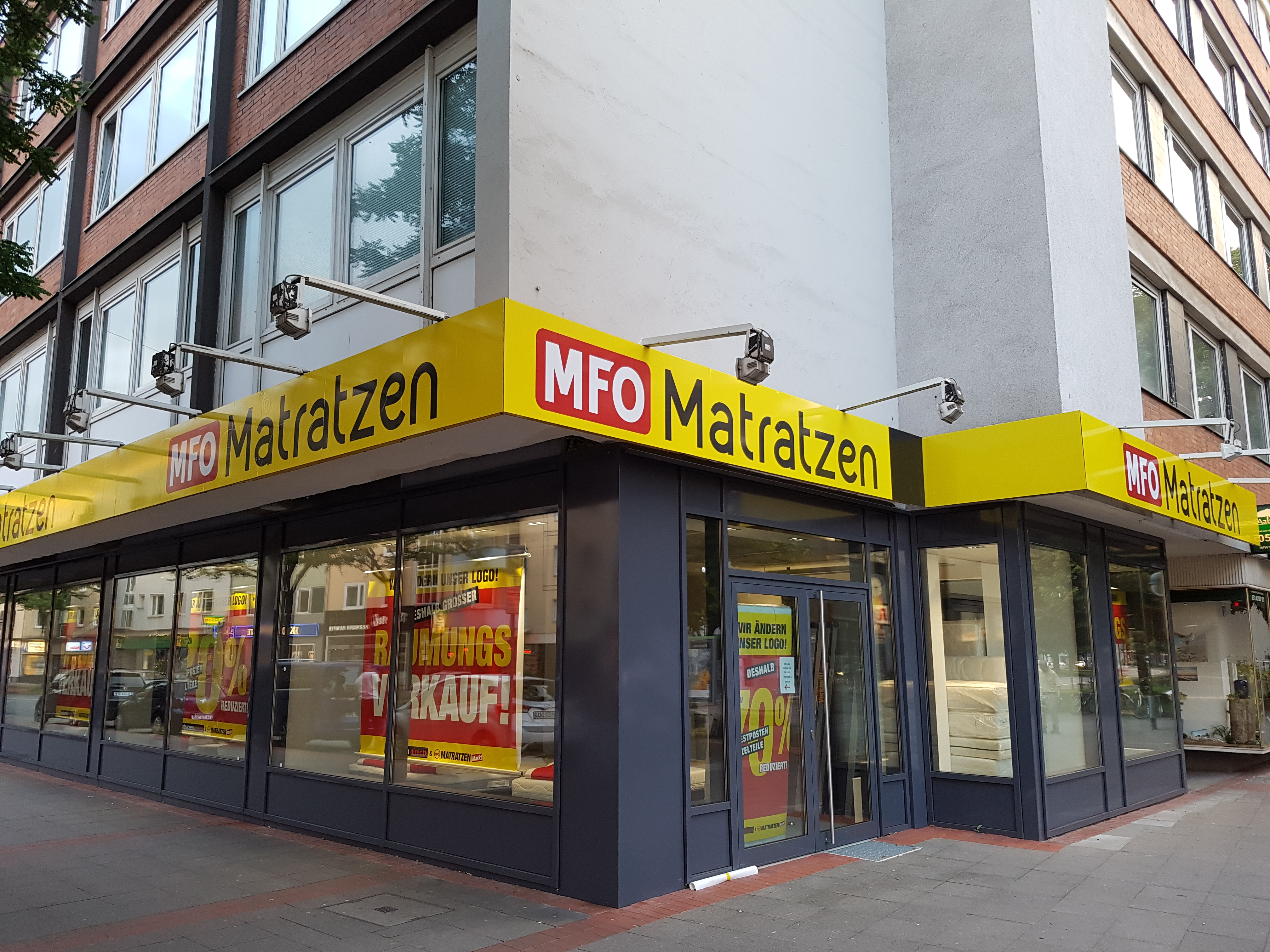
Außenansicht der MFO-Matratzen-Filiale in Hannover

Die matratzen direct AG ist ein deutsches Unternehmen mit dem Zweck der Herstellung und dem Vertrieb von Matratzen, Bettwaren und Zubehör. Seine Einzelhandelsfilialen und der Onlineshop firmieren unter MFO Matratzen.
Das Unternehmen mit Hauptsitz in Köln betreibt rund 160 Filialen  und bietet sein Produktsortiment auch in einem Online-Shop an. Es beschäftigt insgesamt knapp 400 Personen (Stand Ende 2020).
Vorstandsvorsitzender der nicht börsennotierten AG ist seit 2017 Christian Bayr. Zu den weiteren Gesellschaftern der Aktiengesellschaft gehört unter anderem die Beteiligungsgesellschaft Columna GmbH.

## Geschichte
Gegründet wurde das Unternehmen im Jahre 1929 in Köln-Ossendorf – ursprünglich als Bettina Federkernwerk – später als Bettina Matratzenfabrik GmbH. Im Jahre 1998 erfolgte der Umzug in ein modernes Produktionswerk in Elsdorf bei Köln. Der Verkauf erfolgte ausschließlich an Händler. Im Jahre 1999 wurde die erste eigene Filiale, unter dem Namen Bettina Fabrikverkauf, eröffnet.
Im September 2004 übernahm Klaus Hartmann die Bettina Matratzenfabrik GmbH. Es folgte eine Umfirmierung in Matratzen Factory Outlet AG (MFO). Klaus Hartmann hatte im Jahre 1987 die Firma Matratzen Concord gegründet und 1999 an die Beter-Bed-Gruppe verkauft.
Das Unternehmen erzielte 2004 einen Umsatz von 28,2 Mio. €. Durch die rasche Expansion der Filialen konnte dieser 2005 auf 38,3 Mio. € und 2006 auf 60,0 Mio. € gesteigert werden. 2007 lag der Umsatz bei 87,5 Mio. €.

Auf über 20.000 m² Produktionsfläche wurden im Elsdorfer Werk täglich bis zu 2000 Matratzen, sowie Sonderanfertigungen für z. B. Boot, Caravan, LKW und Sondereinrichtungen gefertigt.

Ehemaliges Logo

Der Bundesgerichtshof urteilte auf die Klage eines Mitbewerbers hin im Jahr 2013, das die MFO-Werbung mit der Bezeichnung  „Matratzen Factory Outlets“ und „Matratzen Outlets“ irreführend sei, weil erstens auch zugekaufte Ware verkauft werde und ein Netz von 500 eigenen Filialen mit einer Einzelhandelskette gleichzusetzen sei, was dem Begriff Outlet entgegenstehe. Auch die in der Werbung benutzte Bezeichnung „Markenware“ sei irreführend. In Folge wurde im Mai 2014 der Produktionsstandort in Elsdorf mit etwa 80 Arbeitsplätzen stillgelegt und sämtliche Filialen – verbunden mit einem öffentlichkeitswirksamen Räumungsverkauf – geschlossen. Kurz darauf wurden unter der Bezeichnung matratzen direct rund 400 Filialen neu eröffnet und das Unternehmen als „neuer innovativer Anbieter für Matratzen“ beworben.
Im Jahr 2015 wurden rund 130 Filialen geschlossen und im Jahr darauf die Filialen und der Online-Shop zur Wortmarke MFO Matratzen umfirmiert. Wegen Zahlungsunfähigkeit und Überschuldung wurde im April 2017 beim Amtsgericht Köln ein Insolvenzverfahren eröffnet und Eigenverwaltung angeordnet. Der Sachwalter des so genannten Schutzschirmverfahrens meldete im Dezember 2017 den erfolgreichen Abschluss des Verfahrens. Von 256 Filialen wurden 79 geschlossen und Personal entsprechend reduziert. Von ursprünglich 20 Filialen in der Schweiz wurden nach dem Konkursverfahren die letzten neun ebenfalls geschlossen.
Ende 2020 unterhielt Matratzen Direct 162 Filialen in Deutschland.

## Produktsortiment
Im Sortiment sind Matratzen, Lattenrahmen und Zubehör wie Matratzenschoner, Matratzenauflagen, Matratzenbezüge, Bettdecken und Kissen, Bettwäsche und Spannbetttücher.